# Joel Zwick
Joel Zwick (ur. 11 stycznia 1942 w Brooklynie) – amerykański reżyser filmowy, telewizyjny i teatralny.
Jest najbardziej znany z pracy nad serialami: Perfect Strangers, Pełna chata i Family Matters oraz z reżyserii filmów: Moje wielkie greckie wesele, Agencja „Trzecie Oko” i Gruby Albert.
Urodził się w Brooklynie w stanie Nowy Jork. Był wykształcony w Brooklyn College.

## Filmografia

### Seriale
- 1977 Bustin' Loose
- 1978 Insight
- 1978 Mork i Mindy
- 1978–1980 Laverne & Shirley
- 1979 Makin' It
- 1980 Goodtime Girls
- 1980–1981 It’s a Living
- 1980–1982 Bosom Buddies
- 1982 Joanie Loves Chachi
- 1982 The New Odd Couple
- 1983–1986 Webster
- 1984–1985 Brothers
- 1986–1992 Perfect Strangers
- 1987–1995 Pełna chata
- 1989–1998 Family Matters
- 1992–1996 Krok za krokiem
- 1992–1997 Hangin’ with Mr. Cooper
- 1994 On Our Own
- 1995 The Wayans Bros.
- 1995 Kirk
- 1995 The Parent 'Hood
- 1997 Meego
- 1998 The Jamie Foxx Show
- 1999 The Love Boat: The Next Wave
- 1999 Two of a Kind
- 2008 Dwóch i pół
- 2010–2011 Suite Life: Nie ma to jak statek
- 2010–2011 Para królów
- 2011 Powodzenia, Charlie!
- 2011 Ja w kapeli
- od 2011 Taniec rządzi

### Filmy
- 1988 Agencja „Trzecie Oko”
- 2002 Moje wielkie greckie wesele
- 2004 Zabójcza blondynka
- 2004 Gruby Albert